# Saint-Fraigne
Saint-Fraigne è un comune francese di 465 abitanti situato nel dipartimento della Charente, nella regione della Nuova Aquitania.

## Società

### Evoluzione demografica
Abitanti censiti